# كيان موازي
الكيان الموازي أو الدولة الموازية (بالإنجليزية: Parallel state)‏ هو مصطلح صاغهُ المؤرخ الأمريكي روبرت باكستون لوصف مجموعة من المنظمات أو المؤسسات التي تُشبه في هيكلها وتنظيمها وإدارتها الدُول، ولكنها لا تعتبر جزءاً رسمياً من الدولة الشرعية أو الحُكومة، وتعمل في المقام الأول على تعزيز الأيديولوجية السياسية والاجتماعية السائدة في الدولة.
وقد أطلق مسؤولو الحكومة التركية الوصف على تنظيم سري يقولون أنه يسعى إلى تقويض الحكومة، وتتهم الحكومة جماعة كولن الدينية بالوقوف وراء التنظيم. هذا التنظيم المفترض يضم أعضاءً متنفذين في السلكين القضائي والأمني. في 17 ديسمبر 2013، بدأت تحقيقات ضد وزراء في الحكومة التركية وأبنائهم حول نشاطاتهم المالية، تتهم الحكومة التركية جماعة غولن بالوقوف وراء هذه التحقيقات. بدأت النيابة التركية تحقيقها في نشاطات التنظيم الموازي موجهة الاتهام بالتجسس والتنصت غير القانوني لأعضاء في الشرطة، استهدفت عمليات التنصت رئيس الوزراء رجب طيب أردوغان ووزير الخارجية أحمد داود أوغلو ووزراء آخرين كما طالت أيضًا مدير المخابرات التركية حقان فيدان ونائب رئيس حزب الشعب الجمهوري المعارض للحكومة التركية. أحد المتهمين، عمر كوسه، وهو المدير السابق لشعبة مكافحة الإرهاب بمديرية أمن إسطنبول، قال في تصريح صحفي: «لو كنا فعلنا ذلك، فنحن فعلناه من أجل الوطن. فنحن لم نفعل شيئا غير قانوني». أحد المشتبه بهم خليل كاراكوزولو وهو مدير أمن سابق، قال أن أجهزة الأمن أحبطت محاولة جادة لاغتيال رئيس الوزراء كانت ستنفذ في عرس ابنه، وتحدث عن محاولة اغتيال أخرى أفشلتها القوات الأمنية.
وقد نفذ الكيان محاولة انقلاب عسكري بتاريخ 15 يوليو من عام 2016 حيث سيطر في ظرف نصف ساعة على مقر التلفزيون الحكومي وهيئة الاركان العامة للجيش وقام باحتجاز رهائن ..
بعدها قام الرئيس رجب طيب اردوغان بمخاطبة الشعب وامره بالنزول إلى الشارع للتصدي لمحاولة الانقلاب ، وفعلاً نزل الشعب بعشرات الالاف وفرض طوقاً امنياً لم يشهد له العالم مثيلاً وقام الشعب باقتحام الدبابات واخراج قائديها منها عنوة وقام بالتصدي لجموع الجيش وكان ذلك بمساعدة الشرطة
أشار نائب رئيس الوزراء بولند أرينج إلى جماعة غولن دون أن يسميها حيث قال: